# (3873) Roddy
(3873) Roddy (1984 WB) – planetoida z grupy przecinających orbitę Marsa okrążająca Słońce w ciągu 2,6 lat w średniej odległości 1,89 j.a. Odkryła ją Carolyn Shoemaker 21 listopada 1984 roku.